# Expeditionskorps der Russischen Armee in Frankreich
Das Expeditionskorps der Russischen Armee in Frankreich (Экспедиционный корпус Российской армии во Франции) war ein vom Russischen Kaiserreich im Ersten Weltkrieg nach Frankreich entsandtes Truppenkontingent der russischen Armee.
1915 bat Frankreich um die Entsendung russischer Truppen für den gemeinsamen Kampf der Entente an der Front gegen Deutschland. Ursprünglich bat man um 300.000 Mann, eine sehr hohe Zahl, die vermutlich auf der Annahme beruhte, Russland verfüge über schier unerschöpfliche Menschenreserven. Der russische Befehlshaber General Michail Wassiljewitsch Alexejew war dagegen, Truppen zu entsenden. Zar Nikolaus II. erklärte sich schließlich jedoch bereit, einen Verband in Brigadestärke zu entsenden. Die erste russische Sonderbrigade landete schließlich im April 1916 in Marseille. Der andere Teil des Kontingents wurde ebenfalls zur Unterstützung westalliierter Streitkräfte an die Makedonische Front in Griechenland entsandt. Die Erste Brigade in Frankreich kämpfte bis zur Februarrevolution 1917 mit hohem Einsatz. Den politischen Unruhen in der Heimat fiel auch die Moral des Expeditionskorps zum Opfer. Noch vor Ende des Jahres wurde das Expeditionskorps in Frankreich aufgelöst. Einige der zartreuen Soldaten gründeten jedoch die Legion Russe (französisch für Russische Legion). Sie setzten damit die russische Präsenz an der Westfront und damit die Teilnahme russischer Kräfte im Ersten Weltkrieg überhaupt bis zum Waffenstillstand von Compiègne im November 1918 fort.

## Entsendung des Expeditionskorps und Einsatz an der Westfront

Routen bei der Verlegung der russischen Truppen an die Westfront

Paul Doumer schlug 1915 bei einem Besuch in Russland die Entsendung von 300.000 Soldaten im Austausch gegen Munition vor. Das russische Oberkommando war, im Gegensatz zu Zar Nikolaus II., von diesem Vorschlag wenig begeistert. General Michail Alexejew bot eine Entsendung russischer Truppen unter der Bedingung an, dass diese unter der Aufsicht russischer Offiziere stünden. Diese wiederum sollten unter französischem Oberkommando operieren. Außerdem sollte die französische Marine Ausrüstung und Transport der Truppen übernehmen.
Die 1. Russische Sonderbrigade wurde im Januar 1916 unter der Leitung von General Lochwitzki aufgestellt. Sie setzte sich aus dem 1. und 2. Regiment aus Moskau bzw. Samara zusammen. Sie bestand überwiegend aus Reservekräften, wobei das 1. Regiment überwiegend aus Fabrikarbeitern und das 2. hauptsächlich aus Bauern bestand. Insgesamt war die Brigade 8.942 Mann stark. Sie verließ Moskau am 3. Februar und erreichte nach einem Anmarsch von rund 30.000 km (über die Transsibirische Eisenbahn und Seetransport ab Port Arthur) Marseille am 16. April 1916.
Die 3., 4. und 5. Brigade folgten bald. Die zweite und vierte Brigade erreichten die Makedonische Front in Griechenland im August und November 1916. Die dritte Brigade, überwiegend aus Berufssoldaten und Reservisten bestehend, wurde in Jekaterinburg und Tscheljabinsk aufgestellt und im August 1916 über Archangelsk nach Frankreich entsandt.
General Alexei Alexejewitsch Brussilow war für die in Frankreich operierenden Sonderbrigaden mit insgesamt 44.319 Soldaten verantwortlich. Wegen der Russischen Revolution konnten die geplanten weiteren Brigaden (6., 7. und 8.) nicht mehr aufgestellt werden.

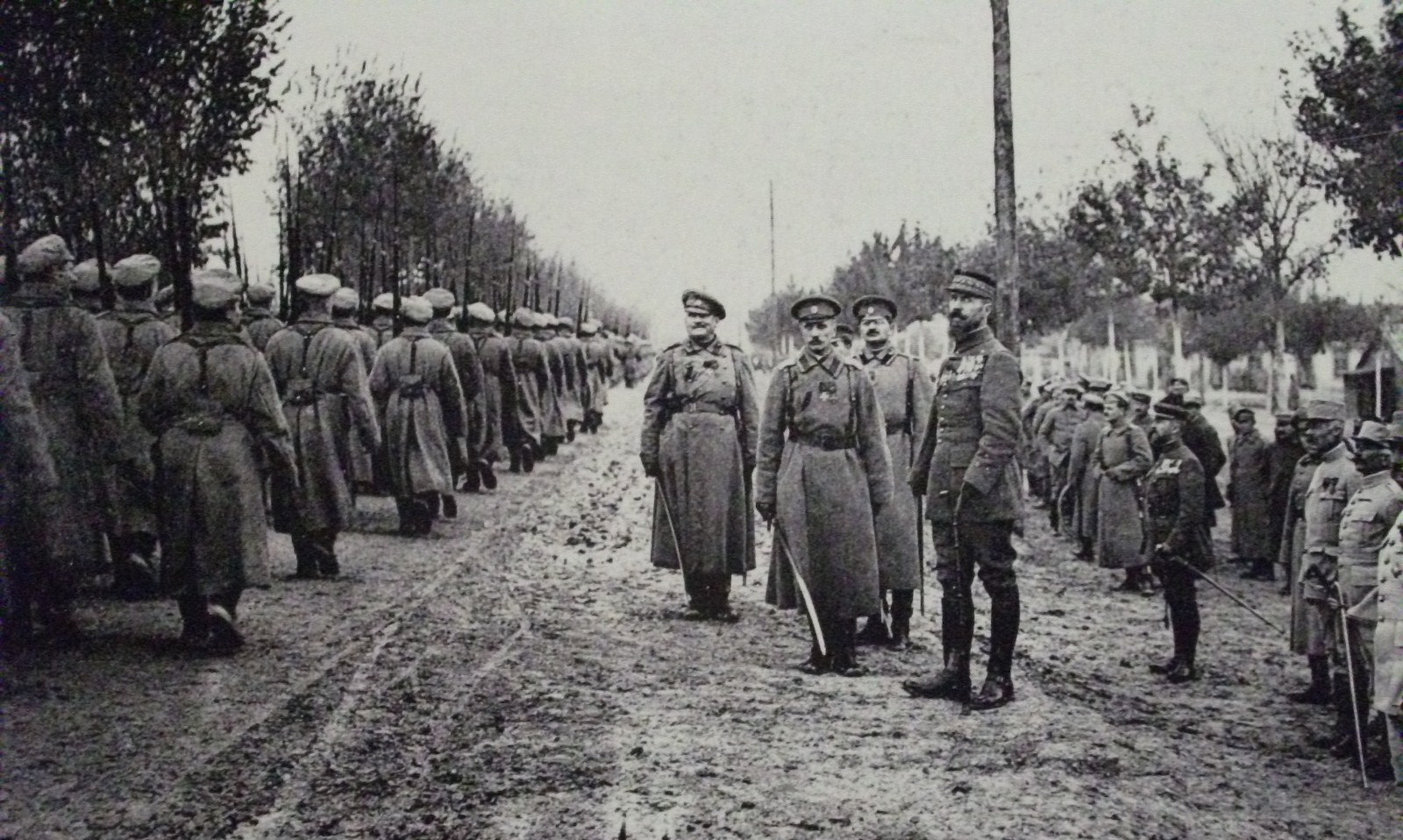
Russische Truppen werden von General Gouraud inspiziert

Am 23. April 1916 wurde die 1. Sonderbrigade auf die großen Truppenübungsplätze bei Châlons-sur-Marne verlegt und unter die Aufsicht von General Henri Gouraud von der französischen 4. Armee gestellt. Der französische Präsident zeigte sich vom Lager der Russen beeindruckt und verlieh General  Lochwitzki den Orden "Commandeur de la Légion d’Honneur" der französischen Ehrenlegion. Die 1. Brigade kam Ende Juni 1916 an die im Stellungskrieg erstarrte Front in der Gegend zwischen Suippes und Aubérive östlich Châlons.
Ungefähr 450 Esten dienten im Russischen Expeditionskorps, überwiegend in der 1. und 3. Brigade. Nach dem Februar 1917 trugen diese Soldaten kleine estnische Flaggen, um sich von ihren russischen Kameraden zu unterscheiden.
Gegen März 1917 befanden sich die Sonderbrigaden in der Region um Fort Pompelle. Ab 16. April 1917 nahm das Russische Expeditionskorps an der französischen Nivelle-Offensive teil. Die 1. Brigade nahm Coucy und die 3. Brigade Mont Spin ein, wobei 4.542 Mann als Verluste gemeldet wurden.
Auf dem russischen Militärfriedhof "Cimitière Militaire Russe de Saint-Hilaire le Grand" bei Mourmelon-le-Grand im Département Marne liegen die Gräber von 1.000 russischen Soldaten. 1937 wurde dort im Gedenken an die an der Westfront getöteten russischen Soldaten eine Kapelle errichtet. Weitere zwei russische Kriegsgräberstätten gibt es bei Cambrai auf dem Friedhof "Gouzeaucourt New British Cemetery".

## Meuterei
Das russische Truppenkontingent wurde nach den schweren Verlusten in der Schlacht an der Aisne zur Wiederherstellung und Neuausbildung ins Landesinnere auf den Truppenübungsplatz La Courtine (Département Creuse) verlegt. Im Lager waren die 1. und 2. Brigade voneinander getrennt untergebracht. In einem der Lager stellten die Soldaten im Juni 1917 ihren Kampf für die Franzosen in Frage und begannen zu meutern, wie auch französische Verbände. Das andere Lager stand immer noch unter der Leitung russischer Offiziere, darunter Oberst Gotua, und wurde dazu eingesetzt, das rebellierende Lager in Schach zu halten. Schließlich nahmen die Franzosen mit Unterstützung durch eine neu eingetroffene russische Artillerieeinheit das rebellierende Lager unter Beschuss, wodurch 10 Soldaten getötet und 44 verwundet wurden. Auch im Lager von Oberst Gotua gab es eine unbekannte Anzahl von Toten und Verwundeten. Als der Aufstand im September 1917 endgültig niedergeschlagen war, wurden die Überlebenden zunächst in Gefangenenlager nach Nordafrika und Frankreich gebracht. Nach der Oktoberrevolution und dem darauf folgenden Rückzug der Russen aus dem Kreis der Alliierten betrachtete man die russischen Truppen mit Misstrauen und versetzte sie in Arbeiterkompanien und Internierungslager ins französische Hinterland, etwa in den Raum Bordeaux. Nach einigen Monaten wurden sie schließlich zurück nach Russland geschickt, jedoch blieb eine nicht geringe Zahl in Frankreich und integrierte sich in die einheimische Bevölkerung.

## Légion Russe
Die loyalen Soldaten unter Oberst Gothoua baten darum, dass man sie weiter auf alliierter Seite kämpfen lässt. Daraufhin wurde die Légion Russe („Russische Legion“) gegründet, der auch Exilrussen beitraten, die sich in Westeuropa befanden. Man teilte die Legion am 13. Dezember 1917 der 1. Marokkanischen Infanteriedivision zu. Dieser kombinierte Verband trat im März 1918 rund um Amiens zur Abwehr der deutschen Frühjahrsoffensive in die Schlacht und erlitt schwere Verluste.
Im Mai 1918 beteiligte sich die Marokkanische Division an den schweren Kämpfen auf der Straße von Soissons nach Paris. Colonel Lagarde entsandte die russische Legion als dringend erforderliche Verstärkung für die Marokkanische Division. Dabei erlitt die Russische Legion Verluste in Höhe von nahezu 85 %.
Im Juli erhielt die Legion eine Verstärkung, die überwiegend aus Freiwilligen der ehemaligen Regimenter des Expeditionskorps bestand. Sie bildete nun die 1. Brigade der Marokkanischen Division. Weitere Verstärkungen im August brachten die Gesamtstärke auf 2 ½ Infanteriekompanien sowie eine Mörsereinheit, worauf die Brigade nun als Regiment bezeichnet wurde. Das Regiment wurde dann nach Laffaux (Département Aisne) verlegt.
Nachdem es dem russischen Regiment am 12. September gelang, die deutsche Verteidigung zu durchbrechen, sich durch drei befestigte Linien zu schlagen, dabei trotz schwerer Verluste Kriegsgefangene zu machen und Kriegsmaterial zu erbeuten, verlieh ihm Marschall Ferdinand Foch, der alliierte Oberkommandierende, eine spezielle, eigene Flagge. Dies zog weitere Freiwillige an, so dass das Regiment am 1. November aus 564 Mann bestand. Dieses Bataillon wurde daraufhin in 3 Infanteriekompanien und eine Maschinengewehrkompanie unterteilt.
Nach dem Rückzug der Deutschen an die Grenze rückte die Marokkanische Division inklusive des russischen Regiments in Richtung Moyeuvre vor. Mit der Unterzeichnung des Waffenstillstands am 11. November wurde die Operation gestoppt. Gegen Ende 1918 wurde das gesamte russische Regiment zurückgerufen und demobilisiert. Einige Russen blieben anschließend in Frankreich, während andere in das von der Revolution überzogene Russland zurückkehrten. Unter diesen war auch Rodion Jakowlewitsch Malinowski, der später bis zum Verteidigungsminister der Sowjetunion aufstieg.